# Tennistoernooi van Rio de Janeiro 2014
Het tennistoernooi van Rio de Janeiro van 2014 werd van 17 tot en met 23 februari 2014 gespeeld op de gravel-banen van de Jockey Club Brasileiro in de Braziliaanse stad Rio de Janeiro. De officiële naam van het toernooi was Rio Open.
Het toernooi bestond uit twee delen:
- WTA-toernooi van Rio de Janeiro 2014, het toernooi voor de vrouwen
- ATP-toernooi van Rio de Janeiro 2014, het toernooi voor de mannen

Navigatie
- Navigatie tennistoernooi van Rio de Janeiro